# 大亀孝裕
大亀　孝裕（おおがめ たかひろ、1931年6月13日 - 2021年3月14日）は、日本の実業家。
ホームセンターを展開するダイキ（現：DCM）の創業者である。

## 経歴
1931年に愛媛県丹原町（現：西条市丹原町）において生誕。
愛媛県立西条南高等学校（愛媛県立西条農業高等学校）卒業後、1952年に愛媛県庁に入庁。1958年に愛媛県庁を退職し、大亀商事を創業。1962年には株式会社大亀商事を設立し、水まわり商品群の卸販売業タイルと衛生陶器の施工・改修工事を手掛けた。
大亀は住環境の中でもトイレの環境改善に強いこだわりを持っており、コンクリート便槽、無臭便槽などの販売を開始。その後浄化槽の開発・製造に乗り出し、1963年には業界初のFRP製浄化槽の開発に成功し、翌1964年に旧ダイキの前身である「ダイキ株式会社（元ダイキ）」を設立。
1978年にはホームセンター事業にも進出し、株式会社ディックを設立した。1989年に住宅機器の卸売会社である「ダイキ商事株式会社」、水処理プラントメーカーである「ダイキ株式会社（旧ダイキ）」、そして小売業者である「株式会社ディック」の3社合併した「ダイキ株式会社」の代表取締役社長に就任。
1999年にはダイキの代表取締役会長に就任。 2006年9月にはダイキ・カーマ・ホーマックの経営統合に伴い設立された持株会社のDCM Japanホールディングスの取締役会長に就任。2007年には同社代表取締役会長に就任。
2016年6月には愛媛県で生産・収穫される農水産物の加工や流通・海外での販路開拓を支援する新会社「ディック」を全額個人出資で設立。
2019年5月にDCMダイキの名誉会長に就任。2021年3月にはDCMの名誉会長に就任。
2021年3月14日に死去（享年89歳）。

### 略歴
- 1931年6月13日  - 愛媛県丹原町にて出生。
- 1950年 - 愛媛県立西条南高等学校卒業。
- 1952年 - 愛媛県庁入庁。
- 1958年 - 愛媛県庁を退職し、大亀商事を創業。
- 1964年 - ダイキ株式会社を設立し、代表取締役に就任。
- 1989年 - ダイキ商事（株）・（株）ディックを合併して設立した、ダイキ株式会社代表取締役社長に就任。
- 1999年 - ダイキ代表取締役会長に就任。
- 2000年 - 財団法人大亀スポーツ振興財団を設立し、理事長に就任。
- 2004年 - ダイキ取締役会長に就任。
- 2006年 - DCM Japanホールディングス取締役会長に就任。
- 2007年 - DCM Japanホールディングス代表取締役会長に就任。
- 2019年 - DCMダイキ名誉会長に就任。
- 2021年 - DCM名誉会長に就任。
- 2021年3月14日 - 死去（享年89歳）。

### 社外
- 1971年 - 愛媛県ソフトボール教会会長に就任。
- 1996年 - 松山商工会議所副会頭に就任。
- 1999年 - 日本体育教会理事に就任、愛媛県体育協会会長に就任、日本ゴルフ協会理事、四国ゴルフ連盟理事長に就任。
- 2001年 - 日本体育協会常務理事・総合企画委員長に就任。
- 2003年 - 日本体育協会参与・評議員に就任。
- 2004年 - 松山商工会議所会頭、愛媛県商工会議所連合会会頭に就任。
- 2009年 - 都道府県体育協会連合会副会長に就任。

## 人物
- スポーツ振興に力を入れ、愛媛県体育協会会長として初の愛媛県単独開催の国民体育大会（第72回国民体育大会）誘致に道筋をつけ、私財を投じて大亀スポーツ振興財団を設立するなど選手や指導者の育成に力を注いだ[4]。
- 2017年に出身地の愛媛県西条市の名誉市民に選出された[5]。2007年には旭日小綬章を授章している。

## 著書
- 『素人じゃけんできること : ダイキ創業者・大亀孝裕のフィロソフィー』 PHP研究所 ISBN 978-4569812564